# Игнатьев, Андрей Николаевич (публицист)
Андрей Николаевич Игна́тьев (25 июня (8 июля) 1901, Санкт-Петербург, Российская империя — 8 сентября 1973, Москва) — русско-болгарский православный публицист, историк Церкви.

## Биография
Родился в семье Николая Николаевича Игнатьева († 1919), происходившего из русского дворянского рода Игнатьевых; мать — в девичестве Елизавета Николаевна Леонтьева, сестра писателя Константина Леонтьева.
Учился в петербургском немецком училище св. Петра (Петришуле) с 1911 года; аттестат получил во 2-й Курской гимназии в 1918 году. По смерти отца, переехал к своей мачехе в Крым, где поступил в Таврический университет в Симферополе.
В 1920 году эмигрировал в Болгарию, где в 1935 году окончил факультет Международного права, дипломатии и консульской службы Свободного университета политических и экономических наук. Был призван в болгарскую армию; служил переводчиком в военном министерстве.
1 сентября 1946 года принял советское гражданство по упрощённому порядку; продолжал работать в болгарских финансово-экономических учреждениях.
Выйдя на пенсию в 1961 году, занялся изысканиями в области болгарской церковной старины; печатался в церковных изданиях Болгарской, а затем и Русской церкви, в частности в Журнале Московской Патриархии.
Скончался в Москве, где находился с частным визитом, 8 сентября 1973 года. По распоряжению Патриарха Московского Пимена, был погребён в ограде храма Преображения в Лукине (Новопеределкино); отпевание в том же храме совершил митрополит Тульский Ювеналий (Поярков).

## Публикации
- Храм-памятник на Шипке // Журнал Московской Патриархии. 1960. — № 10. — С. 56-62.
- Патриарший собор св. Александра Невского в Софии // Журнал Московской Патриархии. 1964. — № 1. — С. 34-40.
- Русский храм Святителя Николая Чудотворца в г. Софии (к 50-летию со дня освящения) // Журнал Московской Патриархии. 1964. — № 9. — С. 44-49.
- Протопресвитер Стефан Цанков (некролог) // Журнал Московской Патриархии. 1965. — № 6. — С. 47-48.
- Экзарх Болгарский Иосиф I (к 50-летию со дня кончины) // Журнал Московской Патриархии. 1965. — № 6. — С. 43-47.
- Из жизни Болгарской Православной Церкви. Празднование 1050-й годовщины преставления св. Климента Охридского. Епископская хиротония [епископа Величского Панкратия, викария Старозагорской митрополии] // Журнал Московской Патриархии. 1967. — № 2. — С. 58-59.
- Из жизни Болгарской Православной Церкви. Памяти профессора Н. Н. Глубоковского [памятное собрание в Софийской духовной академии] // Журнал Московской Патриархии. 1967. — № 5. — С. 48.
- Кончина митрополита Старозагорского Климента // Журнал Московской Патриархии. 1967. — № 6. — С. 49.
- Митрополит Старозагорский Панкратий [биографическая справка] // Журнал Московской Патриархии. 1967. — № 10. — С. 57.
- Бачковский монастырь // Журнал Московской Патриархии. 1967. — № 11. — С. 63-65.
- Бачковский монастырь // Журнал Московской Патриархии. 1968. — № 1. — С. 44-50.
- Бачковский монастырь // Журнал Московской Патриархии. 1968. — № 2. — С. 41-49.
- К 90-летию освобождения Болгарии // Журнал Московской Патриархии. 1968. — № 5. — С. 47-49.
- 20-летие Болгарского церковного подворья в Москве // Журнал Московской Патриархии. 1968. — № 7. — С. 54-55.
- Из жизни Болгарской Православной Церкви. Епископская хиротония [Филарет, епископ Величский] // Журнал Московской Патриархии. 1968. — № 9. — С. 39-40.
- Из жизни Болгарской Церкви. Редкий юбилей [столетие митрополита Видинского Неофита]. Епископская хиротония [архимандрита Герасима (Боева) во епископа Браницкого] // Журнал Московской Патриархии. 1969. — № 2. — С. 52-53.
- Переход Болгарской Православной Церкви на исправленный юлианский календарь // Журнал Московской Патриархии. 1969. — № 3. — С. 50-53.
- В Рильском монастыре // Журнал Московской Патриархии. 1969. — № 5. — С. 43-47.
- Празднование в Болгарии 1100-й годовщины блаженной кончины святого Кирилла-Константина Философа // Журнал Московской Патриархии. 1969. — № 8. — С. 66-73.
- Празднование 1100-летнего юбилея Болгарской Православной Церкви // Журнал Московской Патриархии. 1970. — № 8. — С. 50-51.
- Епископ Главиницкий Стефан [некролог] // Журнал Московской Патриархии. 1970. — № 12. — С. 51-52.
- Академик И. И. Снегаров (некролог) // Журнал Московской Патриархии. 1971. — № 4. — С. 54.
- Кончина и погребение Святейшего Патриарха Болгарского Кирилла // Журнал Московской Патриархии. 1971. — № 5. — С. 36-46.
- Знаменательное столетие в жизни Болгарской Церкви. Болгарские церковно-народные Соборы. Сотая годовщина учреждения Болгарского Экзархата // Журнал Московской Патриархии. 1971. — № 5. — С. 46-49.
- Святейший Патриарх Болгарский Максим (краткая биография) // Журнал Московской Патриархии. 1971. — № 9. — С. 47-49.
- Избрание нового Предстоятеля Болгарской Православной Церкви // Журнал Московской Патриархии. 1971. — № 10. — С. 44-56.
- Новый митрополит Видинский Филарет // Журнал Московской Патриархии. 1972. — № 1. — С. 57.
- Болгарская Церковь. Епископская хиротония [во епископа Величского Каллиника] // Журнал Московской Патриархии. 1972. — № 2. — С. 45.
- Митрополит Ловчанский Григорий [биографическая справка] // Журнал Московской Патриархии. 1972. — № 5. — С. 58-59.
- Посещение Болгарской Православной Церкви Архиепископом Кентерберийским // Журнал Московской Патриархии. 1972. — № 11. — С. 51-52.
- Загадка болгарского Гложенского монастыря // Журнал Московской Патриархии. 1973. — № 1. — С. 48-51.
- Преподобный Паисий Хилендарский (к 250-летию со дня рождения автора «Истории славяноболгарской») // Журнал Московской Патриархии. 1973. — № 1. — С. 52.
- Хроника жизни Православных Церквей. Болгарская Церковь [назначение митрополита Знепольского Иосифа митрополитом Нью-Йоркским, управляющим Болгарской епархией в США; хиротония епископа Главинецкого Симеона, викария Болгарской епархии в США] // Журнал Московской Патриархии. 1973. — № 3. — С. 51.
- Церковный историко-археологический музей в Софии (к 50-летию со дня основания) // Журнал Московской Патриархии. 1973. — № 6. — С. 47-49.
- 50-летие Болгарской высшей духовной школы // Журнал Московской Патриархии. 1973. — № 8. — С. 50-54.
- Храм святой Недели в Софии // Журнал Московской Патриархии. 1974. — № 4. — С. 45-47.